# Міро (поетеса)
Міро або Моеро (грец. Μυρώ, Μοιρώ) — давньогрецька поетеса з м. Візантій, дружина Андромаха Філолога і мати трагіка Гомера, жила в III ст. до н. е.
Писала епічні, елегічні і ліричні вірші, з яких до наших днів збереглось дуже мало. Афіней у своїх працях цитує уривок з її епічного вірша «Μνημοσύνη» і дві епіграми, які включені в грецьку антологію.
Міро також написала гімн Посейдону і декілька віршів під назвою «Араі» (Ἀραί).
Міро в каноні александрійців ставиться поряд з Ерінною і Праксиллою.